# Diodora quadriradiata
Diodora quadriradiata là một loài ốc biển, là động vật thân mềm chân bụng sống ở biển thuộc họ Fissurellidae.

## Tham khảo

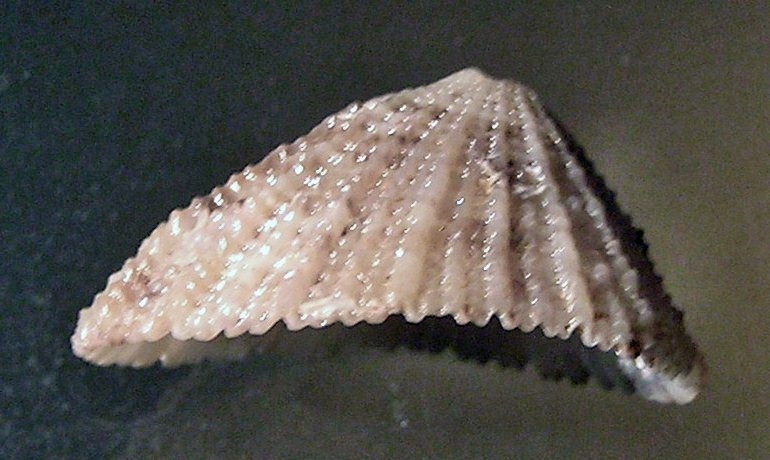
side view
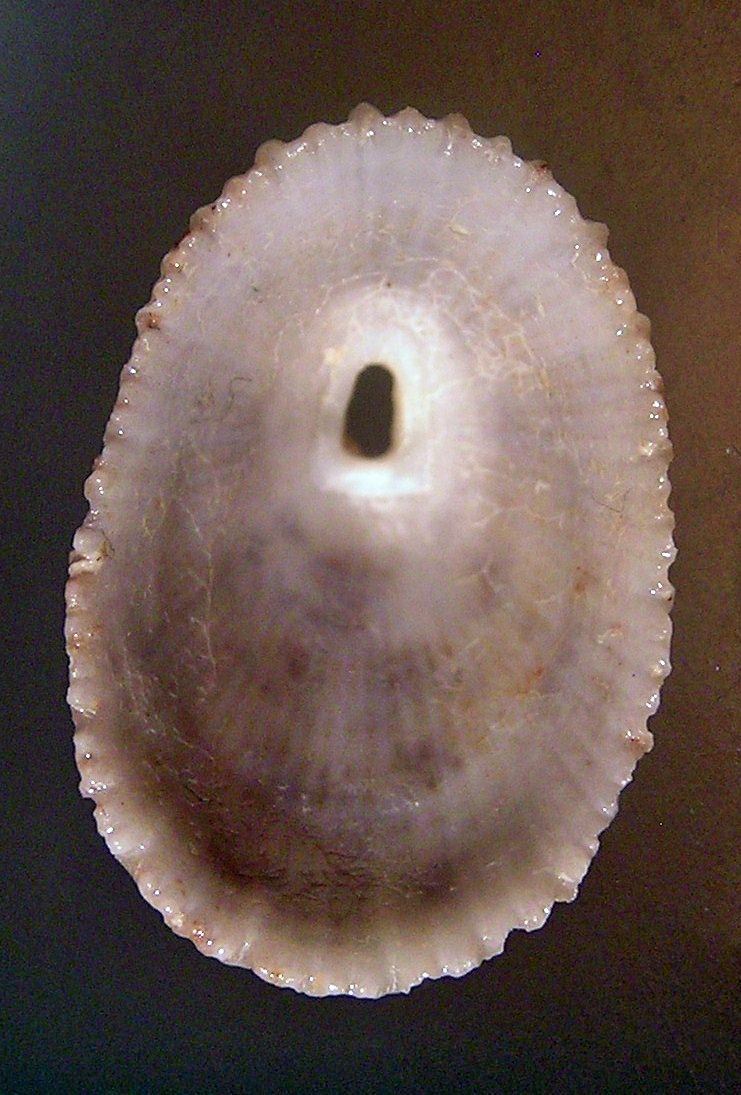
underside